# اسب نونیوس
نونیوس (مجاری: Nóniusz) یک نژاد اسب مجارستانی، نام‌گذاری شده به نام سایر بنیادین انگلیسی-نورمنی است. این نژاد که عمدتاً رنگ تیره دارد، عضلانی است و استخوان‌های سنگینی دارد. نونیوس، در مزرعه زادمایه امراتوری در مزوهدیش، مجارستان با خویش‌آمیزی دقیق ایجاد شده است. نونیوس در اصل به عنوان اسبی سبک و کاربردپذیر برای ارتش مجارستان ایجاد شده بود و در سدهٔ بیستم به یک اسب کشاورزی پرکاربرد تبدیل شد. غارت‌ها در جنگ جهانی دوم، جمعیت نونیوس را به شدت کاهش داد و در دهه‌های پس از جنگ، سیر نزولی کاربرد اسب‌ها در مجارستان، باعث سلاخی بخش زیادی از این نژاد شد. امروزه این نژاد، توسط محافظان پرورش داده می‌شود و در کشاورزی، سوارکاری فراغت و سوارکاری رقابتی به کار می‌رود. بیشترین شمار نونیوس همچنان در مزوهدیش پیدا می‌شوند و در سایر کشورهای اروپای شرقی نیز تعدادی از آن وجود دارد.